# Timesius vesicularis
Timesius vesicularis – gatunek kosarza z podrzędu Laniatores i rodziny Stygnidae. Jedyny znany przedstawiciel monotypowego rodzaju Timesius.

## Występowanie
Gatunek wykazany z Kolumbii.